# Umeå rådhus

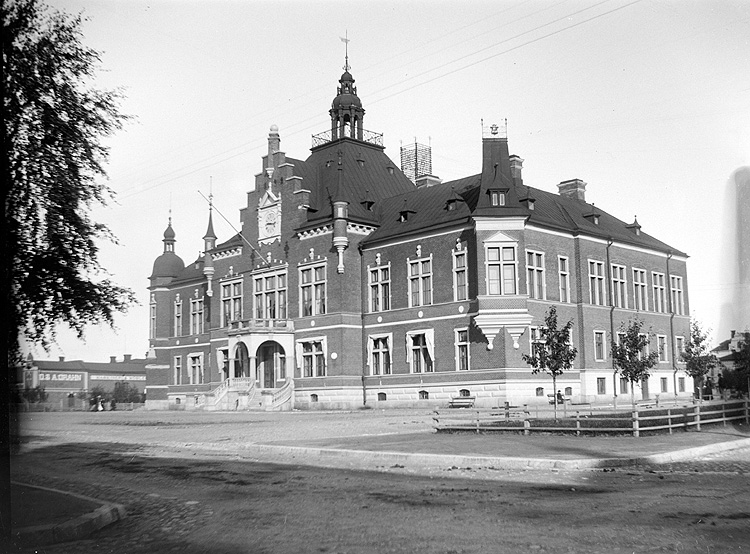
Foto på rådhuset 1902.

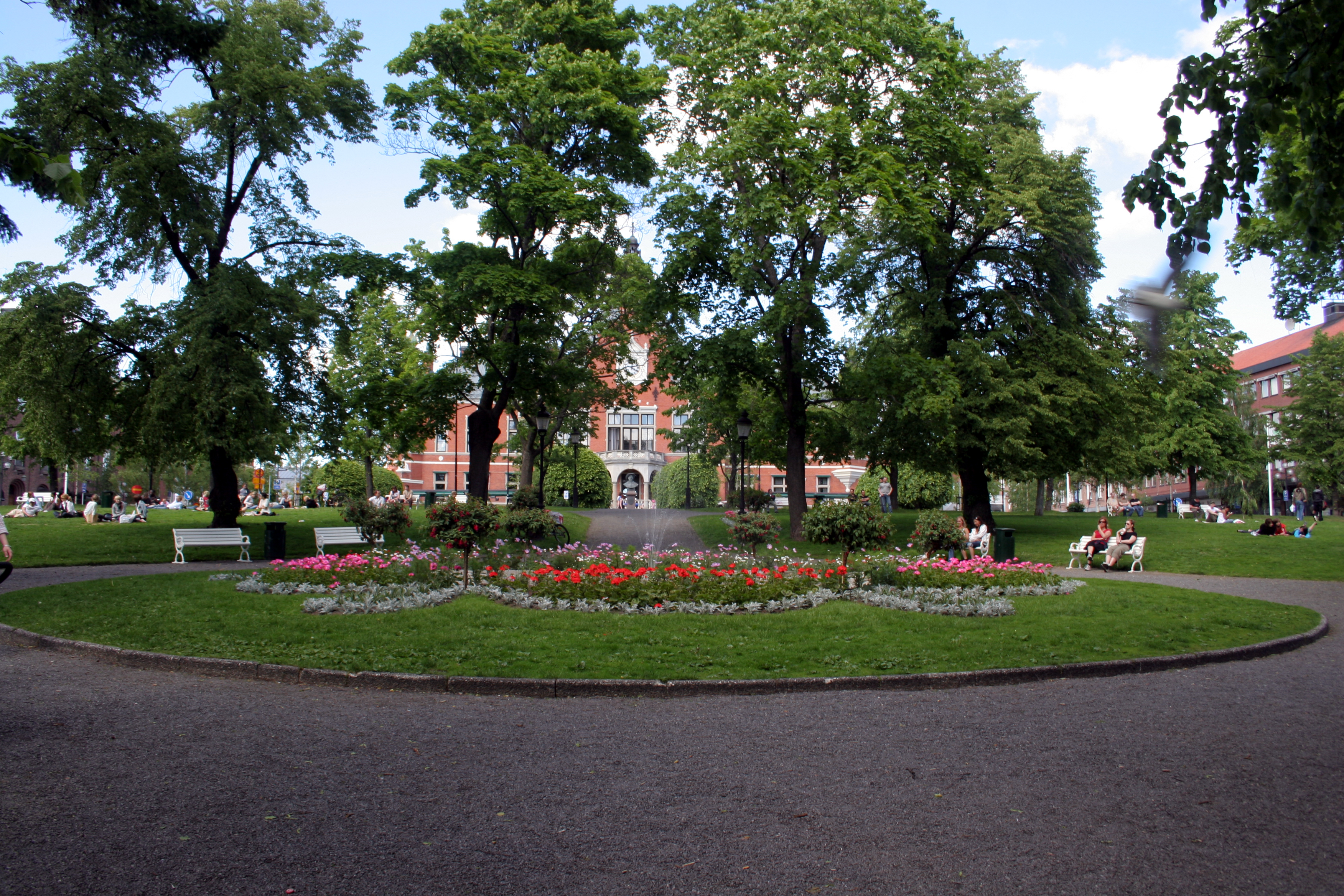
Rådhusparken.

Rådhuset i Umeå uppfördes efter 1888 års stadsbrand på samma plats som stadens första rådhus från 1600-talet, som förstördes i branden. 
Rådhuset ritades av Umeås förste stadsarkitekt, den från Stockholm hämtade Fredrik Olaus Lindström, som i den nya stadsplanen gav rådhuset en framträdande placering på älvbrinken, med huvudfasaden mot söder och hamnen vid Umeälven, som då ännu var segelbar och stadens egentliga infart.

## Historia

### Första rådhuset
Under 1600-talet hade Umeå ett fåtal offentliga byggnader. Det var kyrkan, skolan och rådhuset. Rådhuset låg på norra delen av Rådhustorget och hade rättsväsendet, stadens styrelse och andra gemensamma funktioner samlade. Rådhuset var en envåningsbyggnad, försedd med tre fönster mot torget och med ett högt valmat sadeltak med lanternin.

### Andra rådhuset
Under stora nordiska kriget brändes staden helt ner av ryssarna ett flertal gånger. Efter freden 1721 byggdes ett nytt rådhus på Rådhustorget norra sida. Det nya rådhuset bestod av två våningar med två flyglar samt ett litet torn med klocka och slagur. I bottenvåningen låg stadskällaren, det vill säga en krog eller restaurang, och en gäldstuga. I övre våningen fanns det bland annat en festsal och en mindre sal för sammanträden. I västra flygeln var två rum upplåtna som undervisningslokaler.

### Tredje rådhuset
Ett nytt och större rådhus i två våningar byggdes 1814 på kvarteret norr om Rådhustorget med huvudfasaden mot söder. Byggnaden ritades av Samuel Enander som var arkitekt vid Överintendentsämbetet. I enlighet med den kungliga byggnadsförordningen som trädde i kraft 1776 måste offentliga byggnader byggas i sten men Umeå beviljades dispens och rådhuset byggdes av timmer i stället.
I bottenvåningen låg bland annat stadskällaren, auktionskammare, uppbördskontor och byhäktet. Övervåningens östra halva hade en stor sal samt ”rum för förfriskningar", "conversationsrum" och "förmak". Den västra halvan av övervåningen låg magistratens sessionssal och ett samlingsrum för stadens äldste. Rumshöjden i övervåningen var högre än i bottenvåningen och byggnadens fasad, som var i en strikt och slät empirstil, hade rikare omfattning på övervåningen.

#### Nytt utseende
Umeå hade ett ekonomiskt uppsving kring mitten av 1800-talet och de offentliga byggnaderna fick en välbehövlig upprustning. Bland annat rådhuset blev försett med vitmålad panel och fasaden fick sex doriska kolossalpilastrar. 1880 fick rådhuset en så kallad ”telefongalje" på taket när telegrafstationen flyttades till rådhuset.

### Nuvarande rådhus

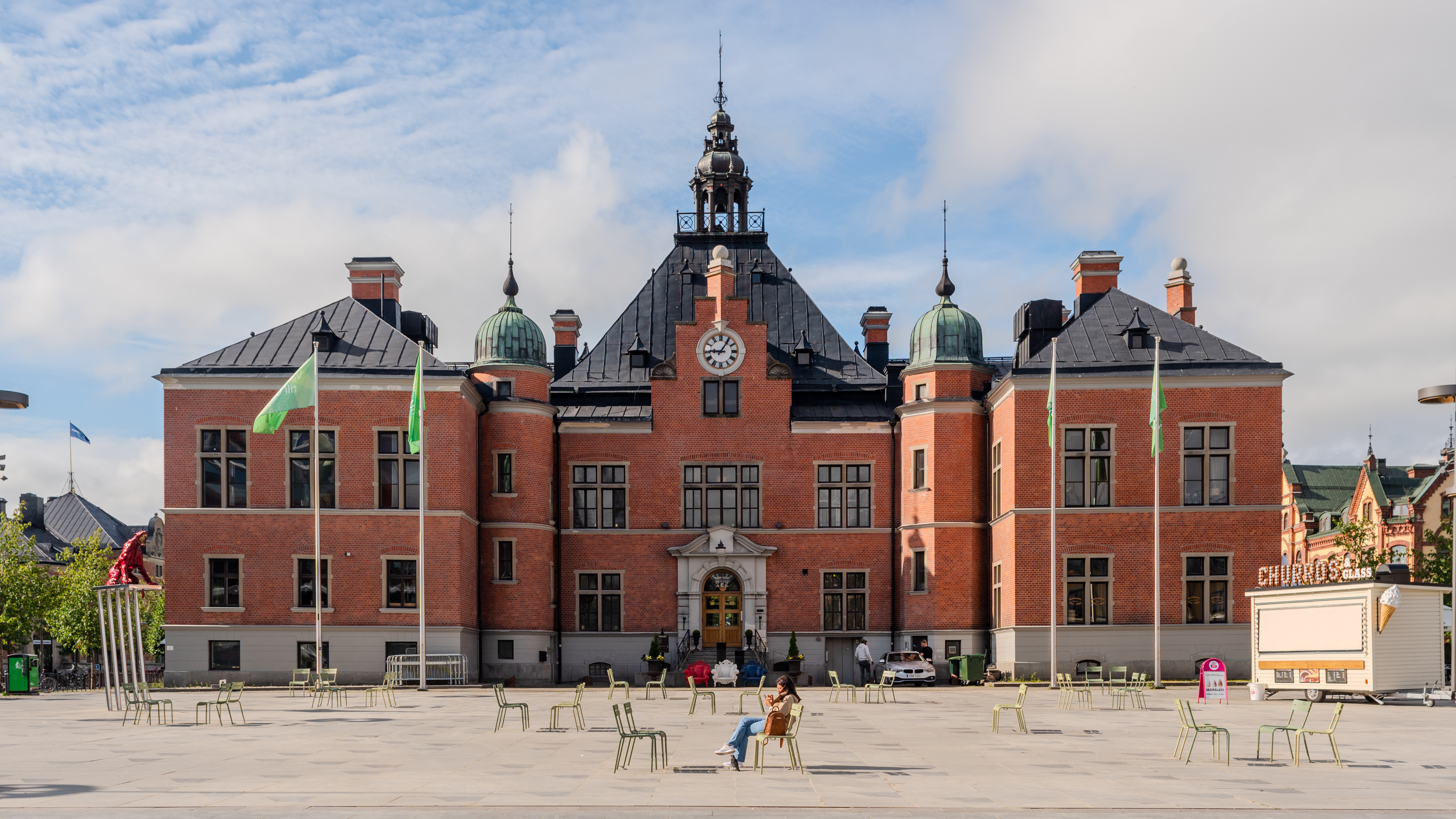
Rådhusets fasad mot Rådhustorget.

Lindström, som 1889–90 gjort slutritningarna till Umeå stads kyrka, fick också uppdraget att rita det nya rådhuset. Förebilder lär han ha hämtat i den holländska renässansstilen, som tillät en viss asymmetri. Så är också de många tornen av högst varierande höjd och form. Annars är fasaden stramt och representativt byggd i rött tegel med portaler, fönsteromfattningar och andra detaljer i ljus sandsten, där man inte av sparsamhetsskäl nödgats använda billigare material som gjutjärn, som beströks med oljefärg i matchande färg.
Stor vikt lades vid omgivningen av rådhuset. Bland annat tillkom en ny esplanad från rådhuset mot norr och i kvarteren mot hamnen anlades en park för att ge rådhuset uppe på älvbrinken en monumental placering.

#### Dubbla entréer
Ett problem uppstod när bygget av stambanan genom övre Norrland i mitten av 1890-talet nådde fram till Umeå. Det hade beslutats att den nya järnvägsstationen skulle ligga ett stycke norr om rådhuset – alltså på rådhusets baksida. Det skulle betyda att staden vände ryggen åt kungen när han skulle komma med tåget för att inviga järnvägen. I god tid före Oscar II:s ankomst 1896 byggde man därför en till entré, mot norr – mot det som i dag är Rådhustorget.

#### Nischen på västra rådhusgaveln
Den 2 juli 1892 skrev Viktor Rydberg och Georg von Rosen ett rekommendationsbrev till Umeå stadsfullmäktige för skulptören Oscar Berg som var intresserad av att utföra den staty av rättvisans gudinna, fru Justitia, som var med på ritningarna högt uppe på den västra gaveln ovanför ingången till gamla poliskontoret, vilket numera är igenmurad. På grund av stadens stora kostnader för återuppbyggnaden efter branden ansåg sig stadsfullmäktige inte har råd. Även en motion 1895 om att låta Helmer Osslund bror Elis Åslund göra statyn för 500 kr avslogs med samma motivering. Nischen på västra rådhusgaveln står än idag utan staty.

#### Omflyttningar

Umeå stads droskbilar framför rådhuset, 1920-tal.

Rådhuset innehöll som sig bör stadsfullmäktigesal och administrativa lokaler. Men västra delen reserverades från början för rättsväsendet; med polisstation och finkor på entréplanet och rättssal på övervåningen. Senare togs hela västra delen över av Umeå tingsrätt. På bottenvåningen inrymdes under flera år dessutom stadens telegrafstation och postkontor medan källaren upptogs av en auktionskammare.

Post och telegraf flyttade redan 1902 till det då nybyggda Riksbankshuset, medan polisen fick vänta till 1938 på en egen polisstation. Kommunförvaltningen tog efter nedläggningen av Norrlands Dragonregemente, K4 (som 1980 flyttades till Arvidsjaur), över de utrymda regementslokalerna.
År 1994 flyttade tingsrätten till nybyggda lokaler på Nygatan 45 i Umeå och rådhuset var i det närmaste tomt på verksamhet. Kommunstyrelsen ansåg att restaurangutbudet inte gav tillräckligt utrymme för "det västerbottniska köket", och ville att lokalerna skulle anpassas för detta ändamål. Den anbudstävling som utlystes 1995 vanns av arkitekt Ted Preutz, vars förslag att placera restaurangen i gatuplanet vann gehör.

#### Det "nya" rådhuset
Efter ett par års ombyggnationer öppnades det "nya" rådhuset, som nu inrymde bland annat restaurang Rex, festsalar och Umeå kommuns kulturförvaltning (som dock sedan dess hunnit flytta först till Tullkammaren och därefter till lokaler i anslutning till Umeå stadsbibliotek). Under perioden 1 januari 1997 till och med november 2002 fanns Infotek Rådhuset Studie- och Yrkesvägledning i lokaler på bottenplanet. Det var ett framgångsrikt samverkansprojekt med Arbetsförmedlingen, Umeå kommun, CSN och Umeå Universitet. Syftet var att göra studie- och yrkesinformation samt studie- och yrkesvägledning tillgänglig på ett enkelt sätt.

## Gustav II Adolfs byst

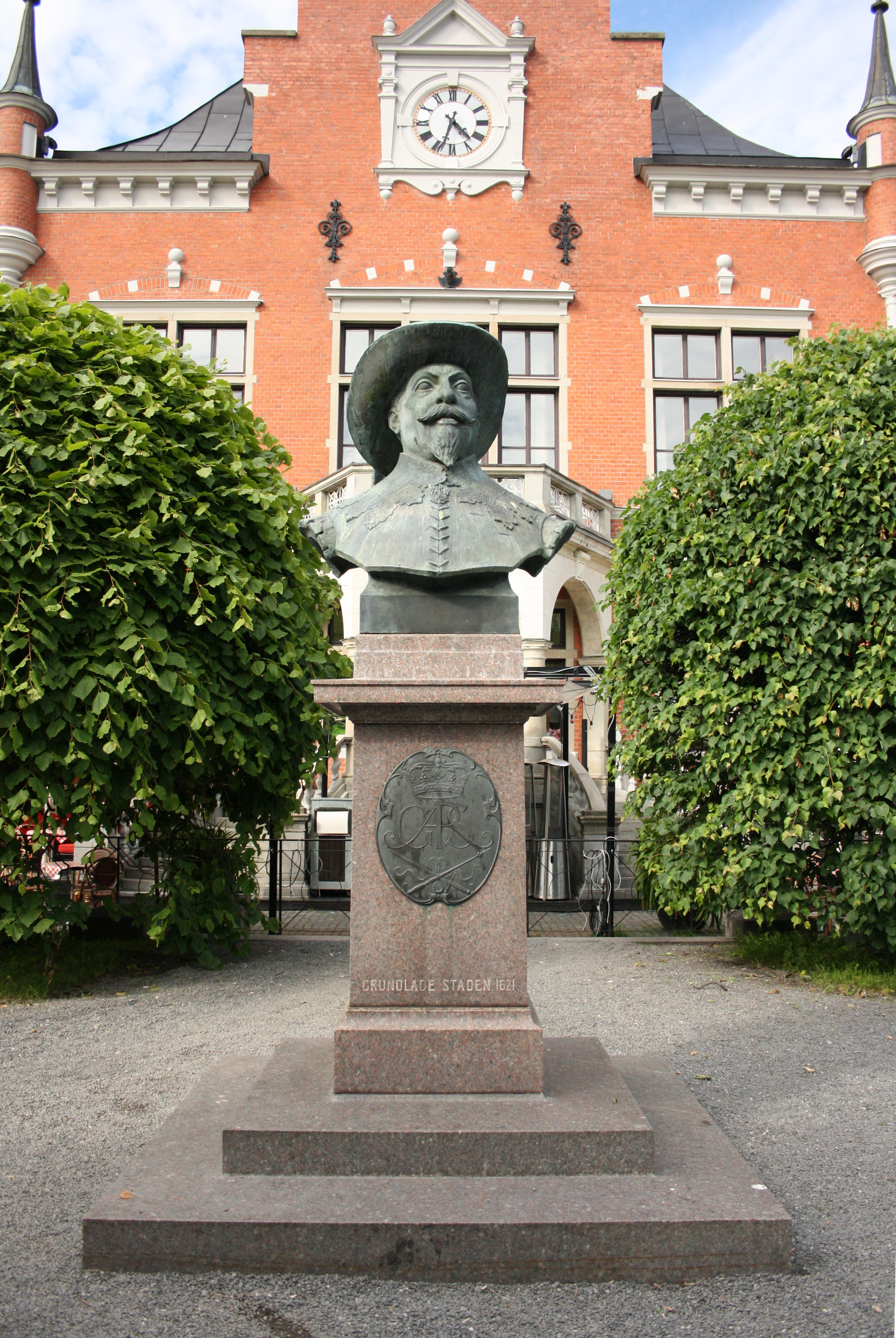
Gustav II Adolf byst år 2015.

Gustav II Adolf byst avtäckes av kronprins Gustaf Adolf.

En byst av Umeås grundare, Gustav II Adolf, är placerad mitt emellan Storgatan och dubbeltrappan på Rådhusets södra sida. Bysten är av brons och står på en granitsockel. Sockeln har en medaljong med monogrammet GARS (Gustavus Adolphus Rex Sueciae). Den totala höjden är cirka tre meter och bysten är utförd av Otto Strandman.

### Bystens historia och tillkomst
När stadsfullmäktige i Umeå tillsatte en jubileumskommitté för Umeås 300-årsjubileum som stad (sedan 1622 års interim-stadsprivilegier), så lade ryttmästare Erik von Boisman fram ett förslag på ett minnesmärke till kommittén. Han hade 1914 varit i kontakt med skulptören David Edström och av denne fått ett löfte om att Edström skulle komponera en modell till ett konstverk för någon av stadens öppna platser.
Kommittén anhöll hos stadsfullmäktige om ett anslag på 15 000 kr till konstverket, men fick avslag. Istället fick kommittén förlita sig på bidrag från allmänheten. Kommittén inledde förhandlingar med Edström, som 1915 hade flyttat till USA. Under första världskriget var postgången osäker och den försvårades av den hårda censuren. 1919 skickade Edström ett fotografi på en miniatyrmodell, "en flicka av nordisk typ föreställande Umeå stad och dess förhoppningar på en ljus och lycklig framtid". Den ursprungliga planen på en byst av Gustav II Adolf övergavs och modellen godkändes av stadsfullmäktige.
Sedan gick det två år, när kommittén inte fick kontakt med Edström. Varken brev eller telegram blev besvarade. Som sista utväg skickades ett brev till Axel Wallenberg, Sveriges envoyé i USA, med anhållan att han skulle leta reda på Edström. I januari 1922 hörde Edström av sig och ville ha en deposition på 5 000 kr. Pengarna skickades till Axel Wallenberg för utbetalning allt efter arbetets gång. I maj 1922 skickade Wallenberg ett foto av det blivande konstverket. Figuren var ändrad och kommittén var inte nöjd. Något senare skickade Edström ett telegram, "Statyn anländer medio augusti", vilket kommittén förmodade var en tidsplan som skulle förskjutas ännu mera. Dessutom hade "skämtet om jubileumsflickan tagit sådana former, att konstverkets värde såsom stadens 300-årsminne var riskerat". Kommittén svarade då Edström med "Beställningen återtages".
Kommittén återtog planerna på en byst av Gustav II Adolf. Uppdraget gick till skulptören Otto Strandman, som slutförde minnesmärket. I slutet av 1923 fick Bergmans Konstgjuteri uppdraget att gjuta bysten och 1924 var den färdig och placerades mitt på det som då kallades för södra rådhustorget. Kronprins Gustaf Adolf avtäckte bysten under högtidliga former den 20 augusti 1924 med anledning av Västerbottens regementes 300-årsjubileum.

## Interiörbilder

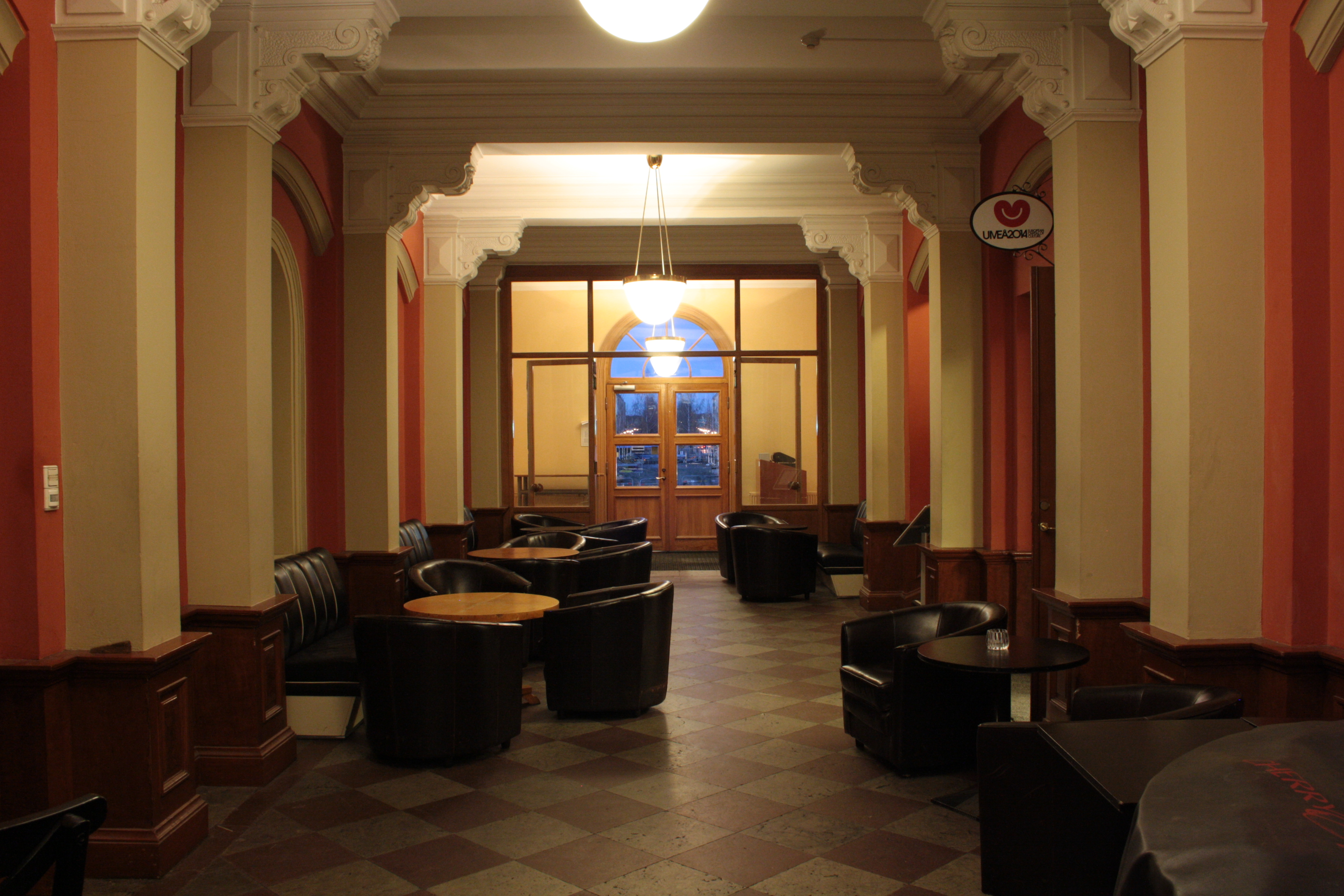
Korridor med entre mot Rådhustorget.
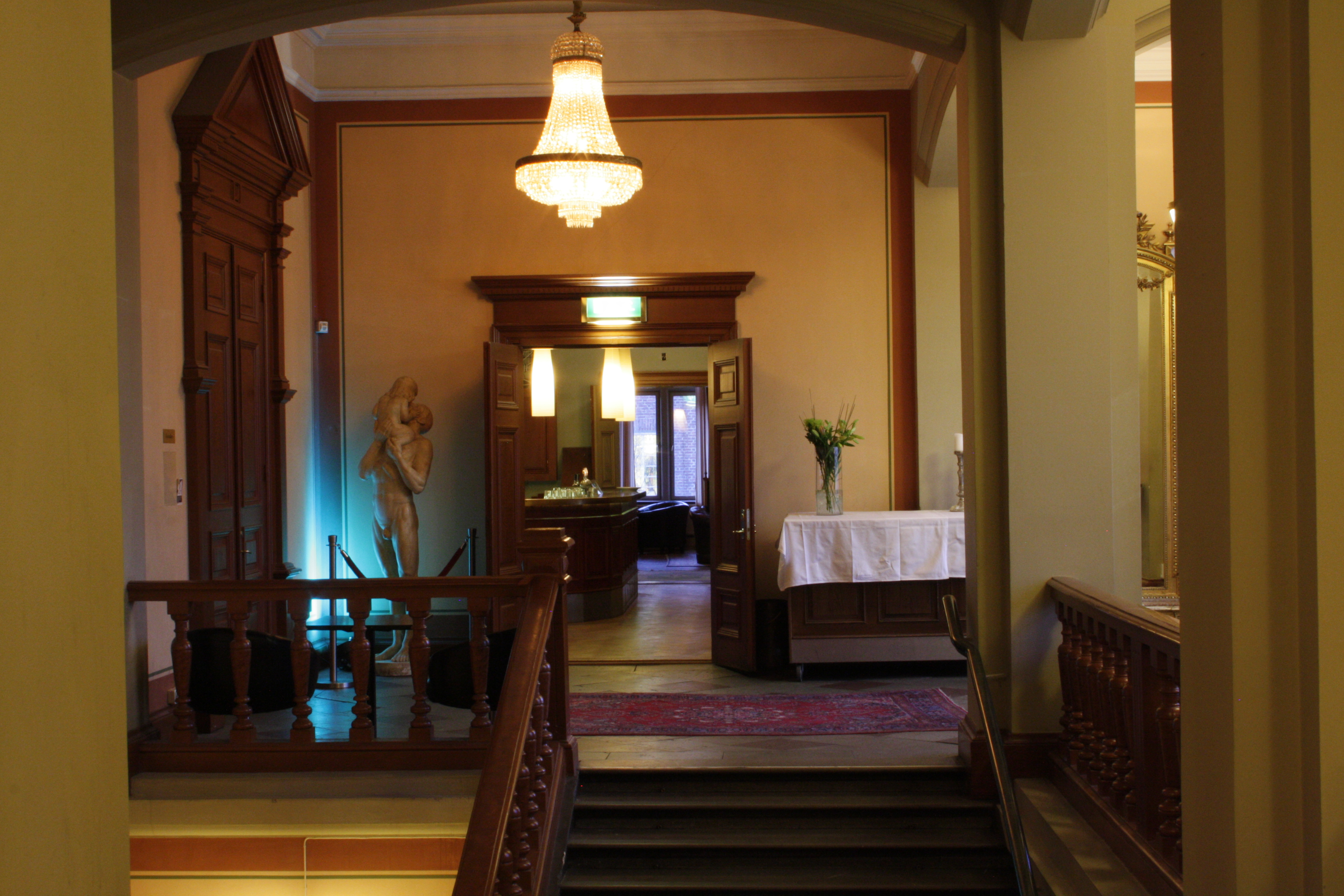
Trappen i övervåningen.
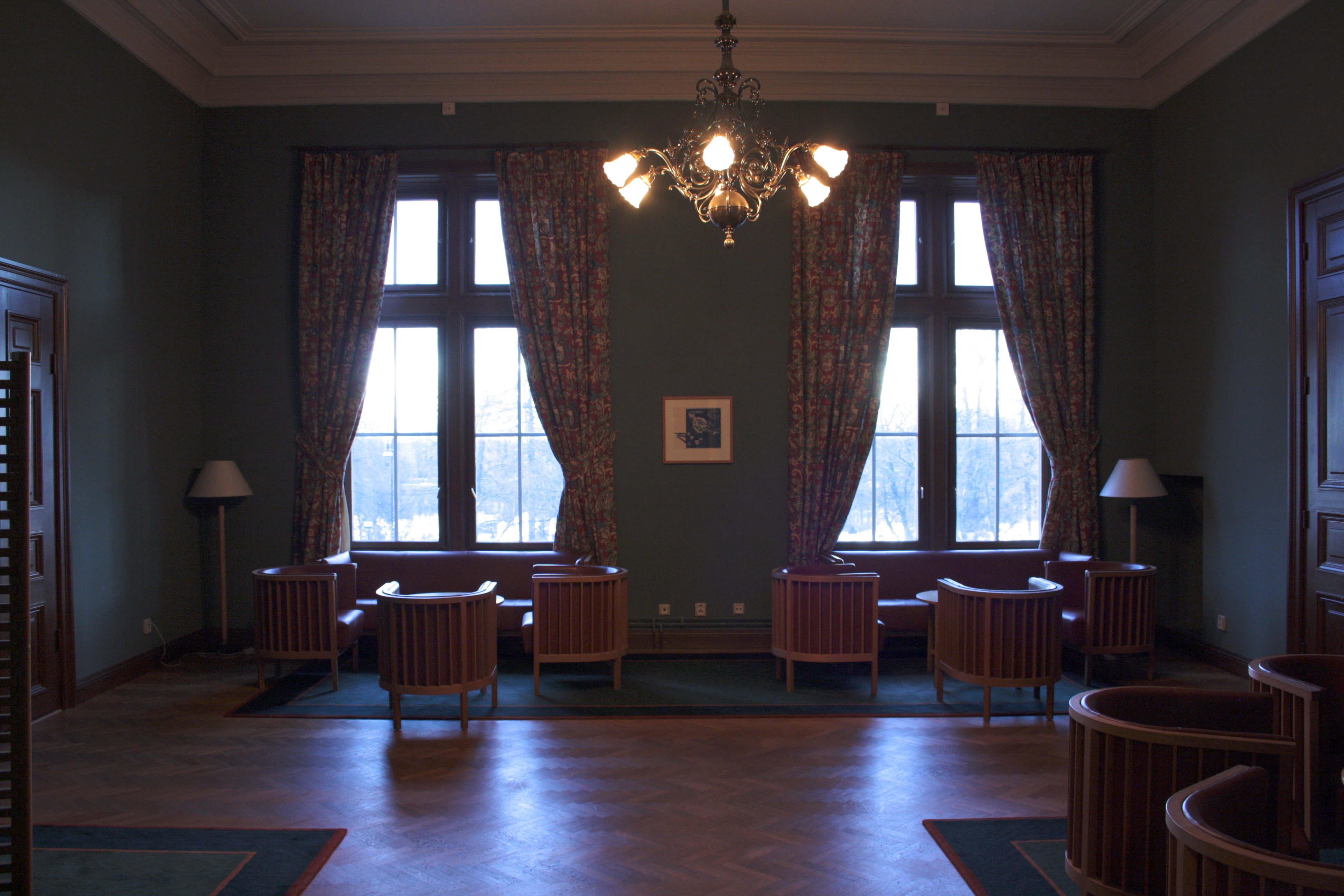
Vänortsrummet.
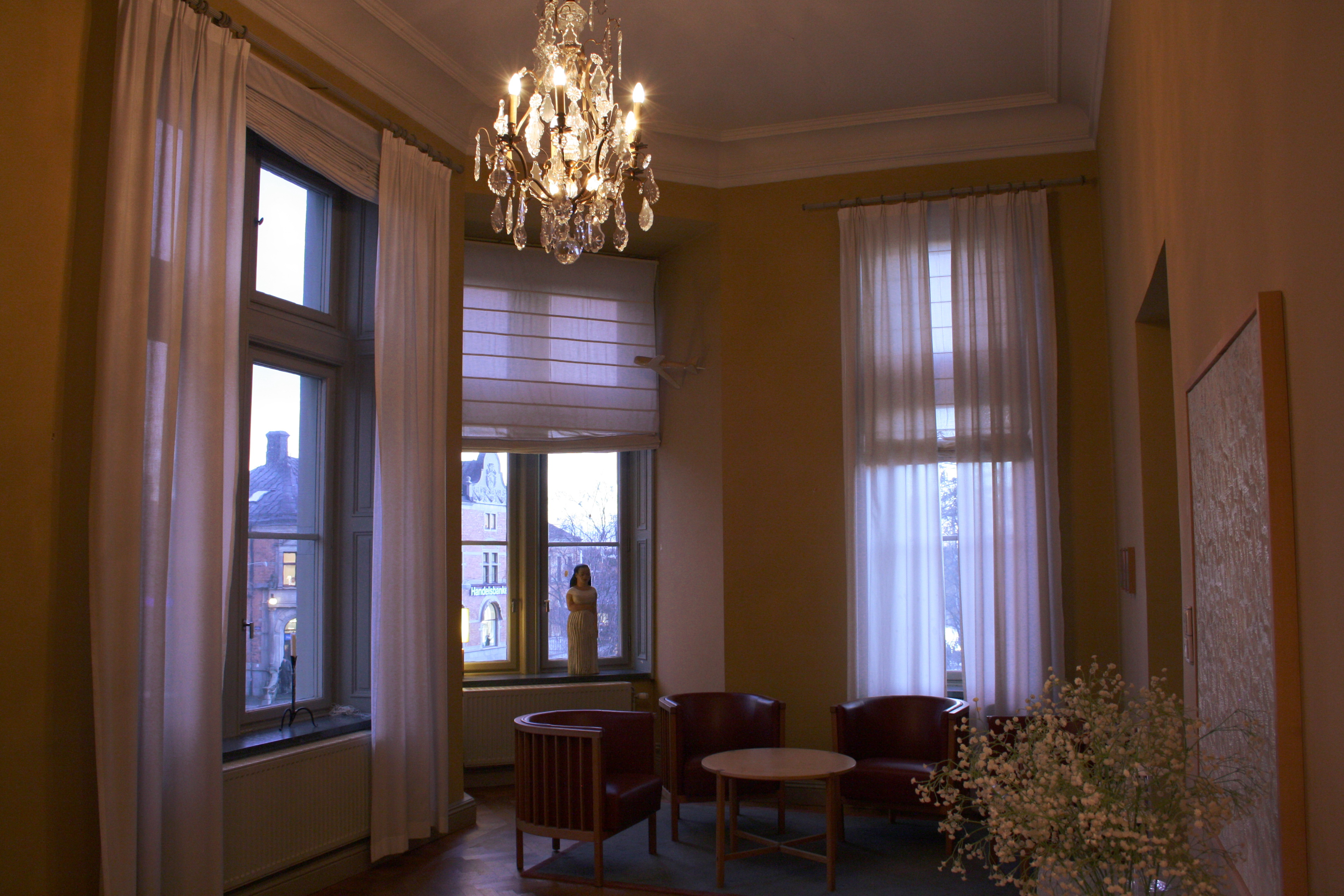
Ceremonirummet.

## Fotnoter
1. 1 2  ”Umeå kn, UMEÅ 6:2 (F.D. RÅDHUSET) RÅDHUSET, UMEÅ”. Riksantikvarieämbetets bebyggelseregister. http://www.bebyggelseregistret.raa.se/bbr2/anlaggning/visaHistorik.raa?page=historik&visaHistorik=true&anlaggningId=21300000012685. Läst 6 december 2013.
2. 1 2  Eriksson (1975), s 37
3. 1 2  Eriksson (1975), s 19
4. 1 2  Eriksson (1975), s 38
5. ↑  Eriksson (1975), s 55
6. 1 2 3 4  Eriksson (1975), s 40
7. 1 2  Eriksson (1975), s 42
8. ↑  Eriksson (1975), s 103
9. ↑  Eriksson (1975), s 171
10. ↑  Eriksson (1975), s 173
11. ↑  Eriksson (1975), s 143
12. ↑  ”Sevärdheter och turistinformation”. Umeå Cityguide. Arkiverad från originalet den 15 april 2014. https://web.archive.org/web/20140415064639/http://cityguide.se/umea/attraktioner/?category=attraktioner&article=historia. Läst 14 april 2014.
13. ↑  Karin Eriksson (1969). ”Varför är nischen på västra rådhusgaveln i Umeå tom och vad har Viktor Rydberg med det att göra ?”. Västerbotten: Västerbottens läns hembygdsförenings årsbok (Umeå: Västerbottens läns hembygdsförening) 2:  sid. 92-93. libris:3680032. Arkiverad från originalet den 3 december 2013. https://web.archive.org/web/20131203081012/http://www.vbm.se/assets/files/Pdf/Vbn_history_69f/1969_2.pdf. Läst 27 november 2013.
14. ↑  Eriksson (1975), s 169-170
15. ↑   Skulpturguide Umeå (första upplagan). Västerbottens konstförening. 2006. sid. 30-31. ISBN 978-91-631-8462-8
16. ↑  ”Gustav-Adolfs-bysten i Umeå”. Västerbotten: Västerbottens läns hembygdsförenings årsbok. Umeå: Västerbottens läns hembygdsförening. 1924-1925. sid. 324. Libris 3680032
17. 1 2 3 4  ”Bysten av Umeå stads grundläggare avtäckt”. Västerbottens-Kuriren. 21 augusti 1924.
18. ↑  ”Norrland. Umeå får en Gustaf Adolfsstaty.”. Norra Hallands Tidning Vestkusten (44). 8 november 1923. https://cdnc.ucr.edu/cgi-bin/cdnc?a=d&d=VEST19231108.2.15. Läst 12 januari 2017.
19. ↑  I nederkanten på baksidan av bysten står det "Herman Bergman Fud. Stockholm 1924"